# Bálint Gyémánt
Bálint Gyémánt (* 30. September 1983 in Budapest) ist ein ungarischer Jazzmusiker (Gitarre, Komposition).

## Leben und Wirken
Gyémánt erhielt seit dem Alter von 12 Jahren klassischen Gitarrenunterricht. In seinem letzten Schuljahr wendete er sich als Schüler von Gábor Juhász dem Jazz zu. Im Kőbánya Music Studio studierte er zwei Jahre lang bei Ferenc Tornóczky. Zwischen 2004 und 2008 absolvierte er den Bachelorstudiengang an der Franz-Liszt-Musikakademie bei Gyula Babos und Sándor Horányi (wobei er 2007 ein Semester an der Norwegischen Musikhochschule Oslo verbrachte). 2012 machte er seinen Master-Abschluss an der Liszt-Musikakademie. Seit 2014 ist er Hauptlehrer am Béla-Bartók-Konservatorium.
Gyémánt leitete seine erste Jazzband zusammen mit dem Bassisten Ádám Bornemissza und dem Schlagzeuger Bendegúz Varga und gründete dann das Diamond Trio zusammen mit Márton Eged und Attila Gálfi. Er ist außerdem Gründungsmitglied von Bin-Jip und gehörte dem Zita-Gereben-Quintett und dem Ensemble Vidámpark an. Mit Gitarrenkollege Gábor Juhász entstand für Hunnia Records das Duoalbum Budapest (2011). Als Mitglied des Transform Quintet nahm er mit Joey Calderazzo auf; für sein eigenes, in Ungarn preisgekröntes Debütalbum True Listener gewann er Shai Maestro als Gast.
Mit der Sängerin Veronika Harcsa, die er bereits seit 2008 auf ihren Alben begleitet hatte, bildete er für das Album Lifelover (2014) ein Duo, das 2017 (wiederum auf Traumton) das Album Tell Her folgen ließ. Mit dem Bassisten Nicolas Thys und dem Schlagzeuger Antoine Pierre präsentierten sich Harcsa und Gyémánt zunächst auf Shapeshifter (2019), 2022 dann auf About Time „als nahezu perfekt eingespieltes Quartett.“ Er ist weiterhin auf Alben von Péter Sárik, der Band Indigo der Sängerin Ildikó Palágyi und von Tankcsapda zu hören.

## Diskographische Hinweise
- True Listener (BMC 2017, mit Tibor Fonay, László Csízi und Shai Maestro)
- Veronika Harcsa & Balint Gyémánt: About Time (Jazzhaus Records 2022)
- Vortex of Silence (Jazzhaus Records 2024, mit Vince Bartók, Daniel Ferenc Szabo)[5]